# Alan Velasco
Alan Velasco (Quilmes, 2002. július 27. –) argentin korosztályos válogatott labdarúgó, a Boca Juniors csatára.

## Pályafutása

### Klubcsapatokban
Velasco az argentínai Quilmes városában született. Az ifjúsági pályafutását az Independiente akadémiájánál kezdte.
2020-ban mutatkozott be az Independiente felnőtt csapatában. 2022. február 1-jén négyéves szerződést kötött az észak-amerikai első osztályban szereplő Dallas együttesével. 2022. március 13-án, a Nashville ellen hazai pályán 2–0-ra megnyert mérkőzés 64. percében, Jáder Obrian cseréjeként debütált, majd 23 perccel később meg is szerezte első gólját a klub színeiben.
2025. január 23-án a Boca Juniorshoz igazolt.

### A válogatottban
Velasco 2019-ben az U19-es korosztályú válogatottban képviselte Argentínát.

## Statisztikák
2023. április 2. szerint
| Klub     | Szezon   | Osztály  | Bajnokság | Bajnokság | Kupa  | Kupa | Nemzetközi | Nemzetközi | Összesen | Összesen |
| Klub     | Szezon   | Osztály  | Meccs     | Gól       | Meccs | Gól  | Meccs      | Gól        | Meccs    | Gól      |
| -------- | -------- | -------- | --------- | --------- | ----- | ---- | ---------- | ---------- | -------- | -------- |
| Dallas   | 2022     | MLS      | 28        | 7         | 2     | 0    | —          | —          | 30       | 7        |
| Dallas   | 2023     | MLS      | 6         | 2         | 0     | 0    | —          | —          | 6        | 2        |
| Összesen | Összesen | Összesen | 34        | 9         | 2     | 0    | 0          | 0          | 36       | 9        |

## Sikerei, díjai
Argentin U17-es válogatott
- Dél-amerikai U17-es labdarúgó-bajnokság
  - Győztes (1): 2019